# Municipio de Herrick (Illinois)
El municipio de Herrick (en inglés: Herrick Township) es un municipio ubicado en el condado de Shelby en el estado estadounidense de Illinois. En el año 2010 tenía una población de 626 habitantes y una densidad poblacional de 13,89 personas por km².

## Geografía
El municipio de Herrick se encuentra ubicado en las coordenadas 39°14′16″N 88°58′17″O / 39.23778, -88.97139. Según la Oficina del Censo de los Estados Unidos, el municipio tiene una superficie total de 45.06 km², de la cual 45,06 km² corresponden a tierra firme y (0 %) 0 km² es agua.

## Demografía
Según el censo de 2010, había 626 personas residiendo en el municipio de Herrick. La densidad de población era de 13,89 hab./km². De los 626 habitantes, el municipio de Herrick estaba compuesto por el 99,84 % blancos y el 0,16 % eran de una mezcla de razas. Del total de la población el 0,16 % eran hispanos o latinos de cualquier raza.